# Gola (anatomia)
Il termine gola (lat. fauces, gula) viene utilizzato per indicare le strutture anatomiche presenti nella parte anteriore del collo dei vertebrati. Questi organi fanno parte dell'apparato respiratorio e gastrointestinale, e sono formati da faringe, laringe e porzioni cervicali dell'esofago e della trachea.

## Descrizione
Una parte importante della gola è l'epiglottide, un lembo che separa l'esofago dalla trachea impedendo che il bolo, e in generale ciò che è deglutito, sia convogliato nei polmoni. La gola contiene vari vasi sanguigni, i muscoli faringei, le tonsille, l'ugola palatina, e le corde vocali.

## Etimologia
Deriva dal latino gŭla, a sua volta dalla radice indoeuropea *gel- o *gʷel-.